# Вайшліц
Вайшліц (нім. Weischlitz) — громада в Німеччині, розташована в землі Саксонія. Входить до складу району Фогтланд.
Площа — 121,62 км2. Населення становить 5753 ос. (станом на 31 грудня 2020).